# Recquignies
 Recquignies  là một xã ở trong tỉnh Nord ở miền bắc nước Pháp. Xã này có diện tích 6,17 km², dân số năm 1999 là 2490 người. Xã nằm ở khu vực có độ cao trung bình 150 mét trên mực nước biển.